# Hippolyte Aucouturier
Pour les articles homonymes, voir Aucouturier.
Hippolyte Aucouturier, né le 17 octobre 1876 à La Celle, dans le département de l'Allier, et mort le 22 avril 1944 à Paris, est un cycliste français.
Professionnel de 1900 à 1908, il a notamment remporté de grandes classiques, comme Paris-Roubaix en 1903 et 1904, ou Bordeaux-Paris en 1903 et 1905. Surnommé « le Terrible » ou « l'Hercule de Commentry », il s'est aussi distingué sur le Tour de France : vainqueur de deux étapes lors de la première édition en 1903, il en remporte trois en 1905 tout en prenant la deuxième place du classement général.
Initialement quatrième de la Grande Boucle en 1904, il est cependant déclassé, tout comme les trois premiers de la course, pour des soupçons de tricherie. L'Union vélocipédique de France lui retire également les quatre victoires d'étape acquise lors de cette édition entachée par le scandale.
Doté d'une excellente pointe de vitesse, Hippolyte Aucouturier est un coureur particulièrement redoutable lors des arrivées au sprint. Ses qualités physiques et sa grande taille en font l'un des athlètes les plus puissants de sa génération.

## Biographie

### Jeunes années et débuts chez les professionnels
Hippolyte Aucouturier naît le 17 octobre 1876 à La Celle, dans le département de l'Allier, où son père exerce la profession de cultivateur. Installé à Commentry, Hippolyte Aucouturier travaille tout d'abord comme caviste, dans une épicerie, puis comme inspecteur des appareils récepteurs télégraphistes utilisés dans les agences bancaires pour suivre les cotes de la Bourse.
Il commence sa carrière de cycliste professionnel en 1900 et se révèle sur la classique Bordeaux-Paris dont il prend la 5e place. Dans les colonnes du quotidien Le Vélo, Georges Prado souligne la performance du « brave Aucouturier dont le nom était hier encore inconnu ou presque ». Auparavant, il s'était classé pourtant 8e de Paris-Roubaix. Dès cette première saison, il remporte sa première victoire le 2 octobre sur la course Toulouse-Luchon-Toulouse devant Maurice Garin. En décembre, il participe aux Six jours de New York sur la piste du Madison Square Garden en compagnie de Rodolfo Muller.

### Affirmation sur les grandes classiques (1901)
En 1901, Hippolyte Aucouturier prend la 2e place de Bordeaux-Paris le 5 mai derrière Lucien Lesna, qu'il accompagne en début de course avant de lâcher prise entre Ruffec et Couhé-Vérac. Sa performance est d'autant plus remarquable qu'il évolue sans soigneurs ni entraîneurs, contrairement à ses principaux adversaires. Ainsi Aucouturier laisse éclater son amertume après avoir franchi la ligne d'arrivée : « Ah ! Si j'avais été soigné comme [Lesna], j'aurais gagné Bordeaux-Paris ! Je suis second et je méritais d'être premier. C'est injuste, c'est indigne ! » Il remporte toutefois une prime de 1 000 francs.
Le 9 juin, il obtient sa deuxième victoire chez les professionnels en s'adjugeant la première édition de Bruxelles-Roubaix, lors de laquelle il devance le Belge Marcel Kerff de 28 secondes. Fin juillet, il se distingue au championnat de la presse sportive, organisé au vélodrome du Parc des Princes, où il est associé à Charles Jué. Les deux hommes dominent la paire Lucien Lesna-Jean Fischer lors d'un match de poursuite par équipes, en rejoignant leurs adversaires après 7,2 km de course.
En août, il est engagé sur la deuxième édition de Paris-Brest-Paris, la plus longue épreuve d'endurance sur route. Aucouturier évolue en tête de la course jusqu'à Dreux, en compagnie de Lucien Lesna, avant d'être victime d'une crevaison. Il forme alors un groupe de chasse avec Maurice Garin et Jean Fischer pour tenter de revenir sur l'homme de tête, sans succès dans un premier temps puisqu'au demi-tour à Brest, Lucien Lesna compte deux heures d'avance sur ses poursuivants. Sur le chemin du retour, Hippolyte Aucouturier est distancé par Maurice Garin et passe seulement en 3e position au contrôle du Guingamp. Il est rejoint par Gaston Rivierre entre Rennes et Vitré puis distancé par ce dernier avant Laval. Fatigué et touché par un coup de soleil, Lucien Lesna abandonne avant Alençon après avoir été dépassé par Maurice Garin. Ce dernier s'impose finalement au vélodrome d'Auteuil en 52 h 11 de course. Alors que Gaston Rivierre prend la 2e place, Hippolyte Aucouturier doit faire face au retour de Michel Frédérick qui l'a rejoint à quelques kilomètres de l'arrivée. Au terme des deux derniers tours de piste sur le vélodrome, Aucouturier le devance néanmoins au sprint et se classe 3e de l'épreuve, à plus de 2 h 30 du vainqueur.
Le 1er septembre, pour sa dernière course sur route de la saison, Hippolyte Aucouturier se classe 4e de Toulouse-Luchon-Toulouse, une épreuve remportée par Édouard Wattelier devant Jean Fischer et Pierre Chevalier.

### Longue absence et résultats mitigés (1902)
Lors de la saison 1902, Hippolyte Aucouturier est atteint d'une fièvre typhoïde, ce qui le prive de course et d'entrainement pendant plusieurs mois. Il déclare alors forfait pour l'une des épreuves les plus attendues de la saison, Marseille-Paris, et n'obtient comme résultat remarquable que la 3e place de Paris-Rennes le 10 août, une course dont il faisait figure de favori en l'absence notamment de Maurice Garin et Lucien Lesna. Au point de contrôle du Mans, il passe seulement en troisième position, loin derrière Michel Frédérick et Louis Trousselier. Ce dernier s'impose finalement en solitaire au vélodrome Laënnec de Rennes, tandis qu'Aucouturier, qui ne parvient pas à refaire son retard, termine 3e de la course, à 1 h 13 du vainqueur.
Le 26 août suivant, il se classe de nouveau 3e sur Toulouse-Luchon-Toulouse, derrière Louis Trousselier et Henri Gauban.

### La consécration: Paris-Roubaix et Bordeaux-Paris (1903)
C'est au printemps 1903 qu'Hippolyte Aucouturier remporte ses plus importants succès. Le 12 avril, il gagne Paris-Roubaix devant Claude Chapperon et Louis Trousselier, alors que les journalistes, à l'image de Géo Lefèvre de la rédaction de L'Auto, ne le comptaient pas parmi les favoris. Il déclare à l'occasion : « Une chose m'a particulièrement rendu enragé pendant la course et dans les moments pénibles, j'y pensais pour m'exciter : vos pronostics, monsieur Lefèvre. » Figurant aux avant-postes tout au long de la course, Aucouturier profite du changement de vélo de Claud Chapperon, pourtant entré le premier sur le vélodrome de Roubaix, pour le devancer d'une dizaine de mètres à l'issue des deux derniers tours de piste. Par ailleurs, en franchissant la ligne après 9 h 12 min 30 s de course, Aucouturier bat le record de l'épreuve établi par Josef Fischer en 1896 de près de cinq minutes.
Le 10 mai, il s'impose également sur Bordeaux-Paris. Légèrement distancé dès les premiers kilomètres de course, il concède un retard de quinze minutes sur le coureur de tête, Léon Georget, au point de contrôle de Ruffec. L'écart se réduit au passage de Couhé-Vérac, puis de Poitiers. Aucouturier prend la tête de la course près de Châtellerault, bénéficiant de la crevaison de Georget. Repris par Louis Trousselier avant Blois, il se détache de nouveau en se montrant le plus fort dans la succession de côtes aux environs de Dourdan et s'impose finalement devant Trousselier et Georget. Heureux de ce nouveau succès, Hippolyte Aucouturier déclare : « J'ai changé neuf fois de machine, j'ai ramassé cinq bûches, j'ai fait 35 km sur la jante et je suis premier. Ouf ! »

### Heurs et malheurs sur le premier Tour de France (1903)

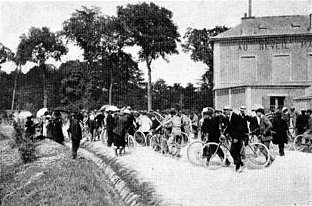
Les coureurs au départ du Tour de France 1903, parmi lesquels se trouve Hippolyte Aucouturier.

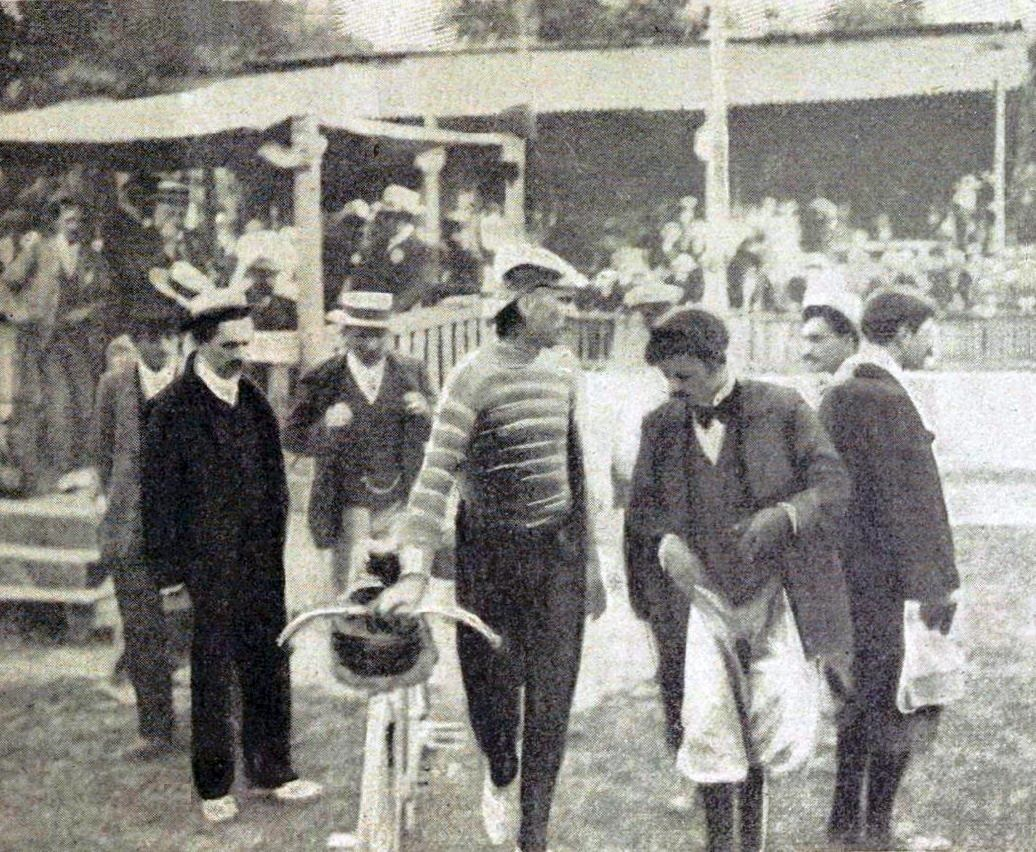
Premier Tour de France 1903, Hyppolite Aucouturier arrive avec le meilleur temps au vélodrome du Bazacle de Toulouse, le 8 juillet.

Les succès d'Hippolyte Aucouturier en début de saison en font l'un des favoris naturels du Tour de France 1903, première édition de l'épreuve organisée par L'Auto et à laquelle il participe avec sa bicyclette Crescent de la firme américaine ABC. Ses espoirs de victoire s'envolent pourtant dès la 1re étape disputée entre Paris et Lyon. D'abord victime d'un problème de selle à la sortie de Cosne-sur-Loire, il arrive au contrôle fixe de Moulins avec plus d'une heure de retard sur son rival Maurice Garin, se plaignant de problèmes d'estomac. Géo Lefèvre, commissaire de course, le réconforte et le convainc de repartir, mais il abandonne finalement à Lapalisse, une cinquantaine de kilomètres plus loin.
Pour autant, le règlement de l'époque autorise les coureurs à prendre part aux étapes suivantes malgré leur abandon, sans toutefois pouvoir disputer le classement général. Hippolyte Aucouturier décide alors de continuer la course et dans la 2e étape qui mène les coureurs de Lyon à Marseille, il se distingue dans la descente du col de la République. Il se présente à l'arrivée, jugée dans le petit village de Saint-Antoine, à 13 km du centre-ville de Marseille, en compagnie de Léon Georget, mais devance ce dernier au sprint et remporte sa première victoire d'étape. Directeur du Tour, Henri Desgrange annonce alors une modification du règlement qui stipule que les coureurs disputant uniquement l'étape sont obligés de s'élancer dans un second groupe, une heure après le départ du peloton des favoris. Cela provoque la colère d'Hippolyte Aucouturier qui s'estime lésé par ce changement de règlement : contraint de rouler avec des coureurs moins performants, ses chances de victoire pourraient en être anéanties. Malgré cette décision, il s'impose à nouveau dans la troisième étape entre Marseille et Toulouse.
Dans la quatrième étape, entre Toulouse et Bordeaux, il est victime d'une chute à l'entrée du village de Golfech, peu avant le contrôle fixe d'Agen, après avoir heurté un chien qui traversait la route. Blessé à la jambe, il est contraint à l'abandon.
Hippolyte Aucouturier participe en août au Bol d'or, une épreuve sur piste de 24 heures disputée derrière tandem au vélodrome Buffalo. Après trois heures de course, il occupe la tête en compagnie de Léon Georget avec un total de 121,5 kilomètres. Les deux hommes conservent la première place du classement à la quatrième heure, puis Aucouturier recule peu à peu au classement avant d'abandonner. En septembre, il participe aux Huit jours de Buffalo. Le 2 octobre, il est suspendu pour six mois par la commission sportive de l'Union vélocipédique de France pour voies de faits envers un entraîneur lors de cette course.

### Deuxième victoire sur Paris-Roubaix et disqualification sur le Tour (1904)

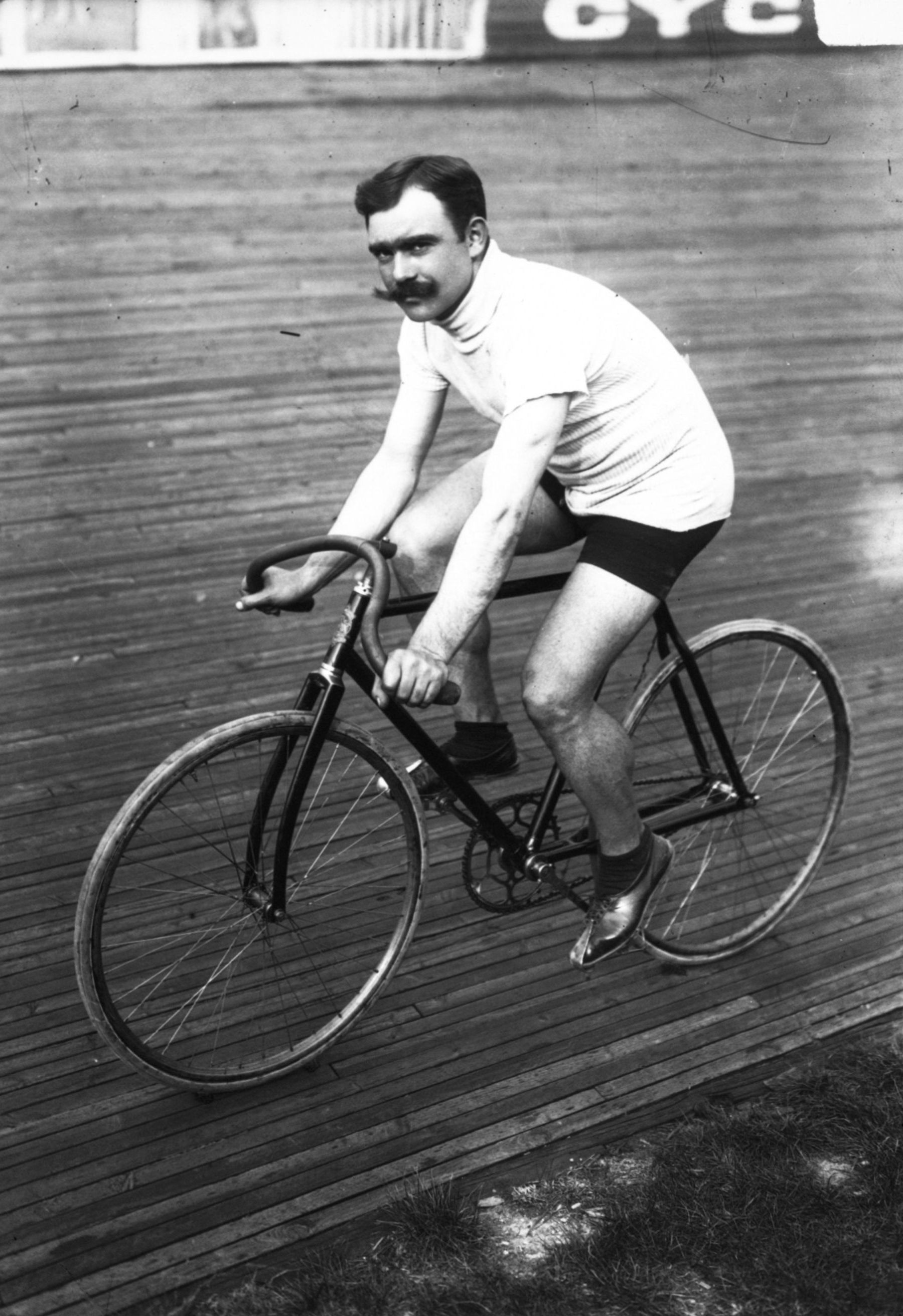
Louis Trousselier remporte le Tour de France 1905 devant Hippolyte Aucouturier.

En 1904, Hippolyte Aucouturier remporte Paris-Roubaix pour la deuxième année consécutive et obtient ainsi une prime de 1 000 francs. Favori de la course Bordeaux-Paris, il abandonne cependant. Sur le Tour de France, il réalise une véritable performance, en gagnant quatre des six étapes disputées. Il prend alors la 4e place du classement général, derrière Maurice Garin, Lucien Pothier et César Garin. Toutefois, dans un Tour de France entaché par de nombreuses tricheries et des actes de violence de la part des spectateurs envers les coureurs, la commission sportive de l'Union vélocipédique de France, s'appuyant sur des rapports des commissaires du Tour, prend la décision de disqualifier les quatre premiers coureurs du classement général. Contrairement à Lucien Pothier, Hippolyte Aucouturier évite la suspension, mais ses quatre victoires d'étape lui sont retirées.

### Bordeaux-Paris et victoires d'étapes sur le Tour de France (1905)
Il poursuit sa moisson de victoire lors de l'année 1905 : il s'impose d'abord dans Bordeaux-Paris, pour la deuxième fois de sa carrière, puis sur le Tour de France, il remporte trois des onze étapes disputées. Il gagne à Besançon, Toulon et La Rochelle. Au classement général, qui est établi par points sur cette édition et non selon le temps, Hippolyte Aucouturier prend la 2e place derrière Louis Trousselier, son coéquipier chez Peugeot.

### Fin de carrière
L'année 1906 marque le déclin d'Hippolyte Aucouturier. Cinquième de Bordeaux-Paris, sixième de Paris-Roubaix, il abandonne dans la 7e étape du Tour de France, n'ayant obtenu au mieux une 9e place dans la 4e étape entre Dijon et Grenoble. Il interrompt alors sa carrière et effectue son retour sur Paris-Roubaix en 1908, près de deux ans après sa dernière course, mais il abandonne à Arras. En 1908, il participe à son dernier Tour, mais abandonne une nouvelle fois, dès la 3e étape.

## Style et personnalité
Le journaliste Pierre Chany décrit Hippolyte Aucouturier comme un « finisseur remarquable ». De fait, sa redoutable pointe de vitesse le rend presque imbattable lors des arrivées au sprint, comme le souligne l'écrivain spécialiste du cyclisme Christian Laborde. Surnommé « le Terrible » ou « l'Hercule de Commentry », il est considéré comme un véritable athlète, « avec ses poumons aussi puissants qu'un soufflet de forge, et ses cuisses en acier ». Henri Desgrange, directeur de L'Auto et du Tour de France, voit dans le physique d'Aucouturier « cette énorme carcasse, toute de résistance, faite pour la route ».
Coureur orgueilleux, Hippolyte Aucouturier est facilement reconnaissable dans le peloton avec ses « moustaches en croc qui imitaient celles du kaiser Guillaume II », selon la formule du journaliste et poète Jean de Trigon.

## Palmarès
| - 1900 - Toulouse-Luchon-Toulouse - 5e de Bordeaux-Paris - 8e de Paris-Roubaix - 1901 - Bruxelles-Roubaix - 2e de Bordeaux-Paris - 3e de Paris-Brest-Paris - 1902 - 3e de Paris-Rennes - 3e de Toulouse-Luchon-Toulouse - 1903 - Paris-Roubaix - Bordeaux-Paris - Toulouse-Luchon-Toulouse - 2e et 3e étapes du Tour de France - 2e de Paris-Valenciennes | - 1904 - Paris-Roubaix - 1905 - Bordeaux-Paris - 2e, 4e et 8e étapes du Tour de France - 2e du Tour de France - 4e de Paris-Roubaix - 1906 - 5e de Bordeaux-Paris - 6e de Paris-Roubaix |  |

## Résultats sur le Tour de France
- 1903 : abandon (1re étape), puis vainqueur de deux étapes[Note 1]
- 1904 : déclassé
- 1905 : 2e du classement général et vainqueur de trois étapes
- 1906 : abandon (7e étape)
- 1908 : abandon (3e étape)